# Calycomorphum globosum
Calycomorphum globosum là một loài thực vật có hoa trong họ Đậu. Loài này được (L.) C. Presl mô tả khoa học đầu tiên năm 1830.